# Czeski błąd (film 2009)
Czeski błąd (cz. Kawasakiho růže) – czeski dramat obyczajowy z 2009 roku w reżyserii Jana Hřebejka. Obraz porusza temat przebaczenia za grzechy przeszłości.

## Fabuła
Psychiatra Pavel Josek ma dostać Nagrodę Pamięci Narodu, trwają zdjęcia do filmu dokumentalnego o jego życiu. Podczas kręcenia odnajduje się teczka, która wskaże na współpracę Joska z StB. Okazuje się, że zanim przystąpił do Karty 77, ujawniał poufne informacje tajnej policji, przez co zmusił do emigracji artystę Borka, ówczesnego partnera przyszłej żony Joska. Filmowcy prowadzą wywiady m.in. z Borkiem i Kafką, który przesłuchiwał Borka jako funkcjonariusz służby bezpieki. Powoli cała prawda wychodzi na jaw, rzeczy stają się inne niż się początkowo wydawało.

## Obsada
- Lenka Vlasáková – Lucie
- Daniela Kolářová – Jana
- Martin Huba – Pavel
- Milan Mikulčík – Luděk
- Antonin Kratochvil – Bořek
- Petra Hřebíčková – Radka
- Ladislav Chudík – Kafka

i inni

## Produkcja
Zdjęcia kręcono w Pradze i w Göteborgu.

## Nagrody i nominacje
Film zdobył 9 nominacji do nagrody Czeski Lew w 2009 roku, z których otrzymał dwie statuetki: dla Danieli Kolářovej i Ladislava Chudíka za najlepsze role drugoplanowe.